# Oakland (Mississippi)
Oakland é uma cidade  localizada no estado americano de Mississippi, no Condado de Yalobusha.

## Demografia
Segundo o censo americano de 2000, a sua população era de 586 habitantes.
Em 2006, foi estimada uma população de 594, um aumento de 8 (1.4%).

## Geografia
De acordo com o United States Census Bureau tem uma área de
3,7 km², dos quais 3,7 km² cobertos por terra e 0,0 km² cobertos por água. Oakland localiza-se a aproximadamente 107 m acima do nível do mar.

## Localidades na vizinhança
O diagrama seguinte representa as localidades num raio de 24 km ao redor de Oakland.